# Isaiah Mobley
Eric Isaiah Mobley (San Diego, 24 de setembro de 1999) é um jogador norte-americano de basquete profissional que atualmente joga no Cleveland Cavaliers da National Basketball Association (NBA) e no Cleveland Charge da G-League.
Ele jogou basquete universitário por USC sendo selecionado pelos Cavaliers como a 49ª escolha geral no draft da NBA de 2022.

## Carreira no ensino médio
Mobley estudou na Rancho Christian School em Temecula, Califórnia. Como calouro, ele ganhou o título da Divisão 5A da CIF Southern Section (CIF-SS), o primeiro da escola em qualquer esporte. Após ter médias de 16,2 pontos e 10,4 rebotes, Mobley ganhou o Prêmio de Jogador do ano da Divisão 5A da CIF-SS.
Em seu segundo ano, o irmão de Mobley, Evan Mobley, se juntou ao time. Ele ajudou sua equipe a chegar à semifinal da Divisão 2A da CIF-SS. Em sua terceira temporada, Mobley teve médias de 19,9 pontos, 11,3 rebotes e quatro assistências, foi eleito o Jogador do Ano e selecionado para a Segunda-Equipe da USA Today. Ele guiou a escola a um recorde de 29–5 e uma aparição nos playoffs. Em sua última temporada, Mobley teve médias de 19,4 pontos, 13,6 rebotes e 3,8 assistências, ajudando seu time a ter um recorde de 26–6.
Em um ponto do ensino médio, Isaiah foi projetado para ser a segunda escolha do draft da NBA de 2020, assim como seu irmão Evan foi projetado para ser no draft da NBA de 2021.

### Recrutamento
Mobley recebeu ofertas de várias universidades da Divisão I da NCAA antes de começar o ensino médio. Em 28 de maio de 2018, em seu primeiro ano do ensino médio, ele se comprometeu a jogar por USC. No final de sua carreira no ensino médio, Mobley era considerado um recruta consensual de cinco estrelas e o melhor candidato da turma de 2019 na Califórnia.
| Nome | Cidade natal                           | Escola                       | Altura             | Peso           | Data               |
| --- | -------------------------------------- | ---------------------------- | ------------------ | -------------- | ------------------ |
| Isaiah Mobley PF | Murrieta, CA                           | Rancho Christian School (CA) | 6 ft 9 in (2.06 m) | 210 lb (95 kg) | 18 de Maio de 2018 |
| Isaiah Mobley PF | Recrutamento: Rivais: 247Sports: ESPN: |                              |                    |                |                    |
| Ranking: Rivais: 23º \| 247Sports: 23º \| ESPN: 16º |                                        |                              |                    |                |                    |
| - Nota: Em muitos casos, Scout, Rivals, 247Sports e ESPN podem entrar em conflito em suas listas de altura e peso, nestes casos, a média foi obtida. - Fonte: |                                        |                              |                    |                |                    |

## Carreira universitária
Em sua estreia por USC, Mobley registrou 17 pontos e sete rebotes em uma vitória por 77–48 sobre Florida A&M. Ele fez oito jogos como titular como calouro e teve médias de 6,2 pontos e 5,3 rebotes. Em seu segundo ano, ele teve médias de 9,9 pontos e 7,3 rebotes. Em 17 de abril de 2021, ele se declarou para o Draft da NBA de 2021⁣, mas se retirou em julho. Na sua terceira temporada, ele teve médias de 14,2 pontos, 8,3 rebotes e 3,3 assistências e foi nomeado para a Primeira-Equipe da Pac-12. Em 11 de abril de 2022, Mobley se declarou para o Draft da NBA de 2022, renunciando a sua elegibilidade universitária restante.

## Carreira profissional

### Cleveland Cavaliers (2022–Presente)
Mobley foi selecionado pelo Cleveland Cavaliers como a 49ª escolha geral no Draft da NBA de 2022. Em 2 de julho de 2022, os Cavaliers assinaram um contrato de mão dupla com Mobley. Sob os termos do acordo, ele dividiria o tempo entre os Cavaliers e seu afiliado da G-League, o Cleveland Charge.
Em 7 de julho de 2023, Mobley assinou um outro contrato de mão dupla com os Cavaliers.
Durante a Summer League de 2023, Mobley teve médias de 17,4 pontos, 8,3 rebotes, 4,5 assistências e 1,5 bloqueios em seis jogos. Durante o jogo do título da Summer League, Mobley liderou o time para uma vitória com 28 pontos e 11 rebotes.

## Estatísticas da carreira

### NBA

#### Temporada regular
| Ano      | Equipe    | PJ | PT | MPJ | AP   | 3P   | LL    | RT  | AS | BR | TO | PPJ |
| -------- | --------- | -- | -- | --- | ---- | ---- | ----- | --- | -- | -- | -- | --- |
| 2022–23  | Cleveland | 12 | 0  | 7.0 | .429 | .375 | 1.000 | 1.7 | .3 | .3 | .4 | 2.6 |
| 2023–24  | Cleveland | 10 | 0  | 7.2 | .417 | .300 | .000  | 1.0 | .6 | .2 | .0 | 2.3 |
| Carreira | Carreira  | 22 | 0  | 7.1 | .423 | .337 | .500  | 1.3 | .4 | .2 | .2 | 2.4 |

### Universitário
| Ano      | Equipe   | PJ | PT | MPJ  | AP   | 3P   | LL   | RT  | AS  | BR | TO | PPJ  |
| -------- | -------- | -- | -- | ---- | ---- | ---- | ---- | --- | --- | -- | -- | ---- |
| 2019–20  | USC      | 31 | 8  | 20.3 | .474 | .286 | .521 | 5.3 | 1.0 | .6 | .6 | 6.2  |
| 2020–21  | USC      | 32 | 32 | 28.0 | .472 | .436 | .545 | 7.3 | 1.6 | .4 | .9 | 9.9  |
| 2021–22  | USC      | 32 | 32 | 34.1 | .445 | .352 | .682 | 8.3 | 3.3 | .8 | .9 | 14.2 |
| Carreira | Carreira | 95 | 72 | 27.4 | .463 | .357 | .582 | 6.9 | 1.9 | .6 | .7 | 10.1 |

## Vida pessoal
O pai de Mobley, Eric, jogou basquete universitário em Cal Poly e Portland e jogou profissionalmente na China, Indonésia, México e Portugal. Mais tarde, ele foi treinador da Amateur Athletic Union (AAU) por 11 anos. Em 2018, ele foi contratado como treinador assistente de USC. O irmão mais novo de Mobley, Evan, com quem jogou no colégio e na faculdade, foi selecionado pelos Cavaliers.